# Prionostemma tristani
Prionostemma tristani is een hooiwagen uit de familie Sclerosomatidae.